# BMW Sauber F1.08
La BMW Sauber F1.08 è la terza vettura di Formula 1 prodotta dalla casa tedesca per il mondiale 2008, che ha regalato l'unica pole postion della squadra in Bahrain e la prima e unica vittoria al GP del Canada, entrambe con Robert Kubica, oltre che l'unica doppietta nella storia del team.
A fine stagione sarà 3ª in campionato dietro a Ferrari e McLaren, con 135 punti e per i piloti, Robert Kubica si classifica 4º a 75 punti, a pari merito con Kimi Räikkönen, e Nick Heidfeld 6º a 60 punti. È stata la vettura più competitiva messa in pista dalla BMW.

## Risultati completi
| Anno | Team       | Motore | Gomme | Piloti   |     |   |   |   |   |    |   |    |     |   |    |   |   |   |    |   |   |    | Punti | Pos. |
| ---- | ---------- | ------ | ----- | -------- | --- | - | - | - | - | -- | - | -- | --- | - | -- | - | - | - | -- | - | - | -- | ----- | ---- |
| 2008 | BMW Sauber | BMW V8 | B     | Heidfeld | 2   | 6 | 4 | 9 | 5 | 14 | 2 | 13 | 2   | 4 | 10 | 9 | 2 | 5 | 6  | 9 | 5 | 10 | 135   | 3º   |
| 2008 | BMW Sauber | BMW V8 | B     | Kubica   | Rit | 2 | 3 | 4 | 4 | 2  | 1 | 5  | Rit | 7 | 8  | 3 | 6 | 3 | 11 | 2 | 6 | 11 | 135   | 3º   |

| Legenda | 1º posto     | 2º posto | 3º posto    | A punti         | Senza punti/Non class.  | Grassetto – Pole position Corsivo – Giro più veloce |
| Legenda | Squalificato | Ritirato | Non partito | Non qualificato | Solo prove/Terzo pilota | Grassetto – Pole position Corsivo – Giro più veloce |